# بيل سميث (لاعب كريكت)
بيل سميث (15 سبتمبر 1937 في المملكة المتحدة - 9 سبتمبر 2018) (بالإنجليزية: Bill Smith)‏ هو لاعب كريكت بريطاني. لعب مع نادي مقاطعة سري للكريكت ‏ والمقاطعات الوطنية للكريكيت الإنجليزي والويلزي ‏ وWiltshire County Cricket Club ‏.